# Howse Pass
Howse Pass är ett bergspass i Kanada.   Det ligger på gränsen mellan Alberta och British Columbia, i den västra delen av landet, 3 100 km väster om huvudstaden Ottawa. Howse Pass ligger 1 553 meter över havet.
Terrängen runt Howse Pass är huvudsakligen bergig, men den allra närmaste omgivningen är kuperad. Howse Pass ligger nere i en dal. Trakten runt Howse Pass är nära nog obefolkad, med mindre än två invånare per kvadratkilometer.. Det finns inga samhällen i närheten. 
Trakten runt Howse Pass består i huvudsak av gräsmarker.